# Richard Sapir
Pour les articles homonymes, voir Sapir.
Œuvres principales
Série L'Implacable
Richard Sapir, né le 27 juillet 1936 à New York et mort le 27 janvier 1987 au New Hampshire, est un écrivain américain, co-auteur de la série d'espionnage L'Implacable.

## Biographie
Il fait des études supérieures à l'université Columbia où il obtient un baccalauréat en 1960. Il travaille ensuite comme reporter, éditeur et dans le milieu des relations publiques. 
À partir de 1963, il a coécrit avec Warren Murphy la série de romans d'espionnage L'Implacable. Outre cette série, il signe seul quelques titres : Bressio est un récit sur la mafia ; Le Dernier Gladiateur (Far Arena, 1978), qui raconte l'histoire d'un gladiateur de la Rome antique ressuscité au XXe siècle, et Quest (1987), qui s'amorce sur la redécouverte contemporaine du Graal, sont à la frontière entre science-fiction et fantasy. En 1983, il publie le roman The Body, qui mêle espionnage, politique-fiction et fouilles archéologiques, et qui est adapté au cinéma en 2001 sous le titre Le Tombeau (The Body).

## La sérieL'Implacable
romans d'espionnage et satire
Sous forme de roman d'espionnage, ces livres sont une satire politique et sociale. L'un des deux personnages de ce roman est le vieillard coréen : il est raciste, puéril, boudeur, accro aux soap opera sentimentaux, il porte un regard en complet décalage sur une Amérique folle et décadente. L'autre personnage principal est Remo, patriote quelque peu sommaire. Entre ces deux personnages, il y a d'innombrables disputes et dialogues savoureux.

## Le romanThe Body
En Palestine, quand une archéologue découvre un ancien squelette avec l'inscription  Melek Yehudayai (roi des juifs), le gouvernement israélien invite le Vatican à étudier le problème car le squelette pourrait être celui de Jésus de Nazareth. Un des prêtres archéologues du Vatican se suicide.
Il y a visiblement un secret important qui intéresse non seulement le Vatican, mais aussi les États-Unis, l'Union soviétique, le Mossad et la mafia.

## Œuvre
Outre la série L'Implacable, il signe seul les romans suivants :
- Bressio (1975)
- The Far Arena (1978) Publié en français sous le titre Le Dernier Gladiateur, traduit par Michel et Jacqueline Lederer, Paris, Éditions Alta, 1980
- The Body (1983)
- Spies (1984)
- Quest (1987)

## Adaptations

### au cinéma
- 1985 : Remo sans arme et dangereux (Remo Williams: The Adventure Begins), film américain réalisé par Guy Hamilton, adaptation des premiers titres de la série L'Implacable, avec Fred Ward dans le rôle-titre, Joel Grey, dans celui de Chiun, et Wilford Brimley
- 2001 :  Le Tombeau (The Body), film américano-israélo-allemand réalisé par Jonas McCord, adaptation du roman Le Corps, avec Antonio Banderas comme acteur principal.

### à la télévision
- 1988 : Remo Williams: The Prophecy, téléfilm américain réalisé par Christian I. Nyby II, avec Jeffrey Meek dans le rôle-titre, et Roddy McDowall dans celui de Chiun

## Source
- (en) John M. Reilly (Ed.), Twentieth-century crime and mystery writers, New York, St. Martin's Press, coll. « Twentieth-century writers of the English language », 1982 (réimpr. 1991), 2e éd., 1568 p. (ISBN 978-0-312-82417-4, OCLC 6688156), p. 785-787.